# Damien Bariller
Damien Bariller, né le 25 septembre 1966 à Aix-en-Provence, est un ancien homme politique français.

## Biographie

### Origines et études
D'après Le Nouvel Observateur, son père est « un architecte giscardo-centriste d'Aix-en-Provence ».
Ancien élève de khâgne, il fait des études d'histoire et de philosophie à l'université de Provence Aix-Marseille I, puis obtient un troisième cycle en histoire des idées politiques du XXe siècle à l'Institut d'études politiques de Paris (Sciences Po).

### Carrière politique
Il assiste à des colloques du Groupement de recherche et d'études pour la civilisation européenne (GRECE) pendant qu'il achève sa maîtrise d'histoire et son DEUG de philosophie. Influencé par Drieu la Rochelle, il explique son adhésion à la Nouvelle Droite pour des raisons « littéraires » autant que par « anti-atlantisme ».
En 1987, il devient responsable des jeunes du FN dans les Bouches-du-Rhône. Membre du Front national (FN) puis du Mouvement national républicain (MNR), il est conseiller municipal d'Aix-en-Provence de 1995 à 2001, conseiller régional de Provence-Alpes-Côte d'Azur de 1992 à 2004, et membre du comité central du FN[Quand ?]. Au début des années 1990, il rédige deux ouvrages sur l'histoire de ce dernier, le premier en collaboration avec Roger Holeindre et le second avec Franck Timmermans[réf. nécessaire]. Il coécrit également avec Bruno Mégret et Jean-François Jalkh le manuel Militer au Front (1991), présenté comme un « kit complet de la formation militante frontiste » mais qui s'est avéré « inadéquat et faillible » selon Franck Timmermans. Sous la période mégrétiste, il est responsable, avec Philippe Olivier et son frère Jacques ainsi que Frank Marest, de l'Atelier de propagande (APFN), présenté par Valérie Igounet comme une « sorte d'agence de publicité interne qui pose les bases de la communication autour de l'image Le Pen ».
En 1993, il se présente aux élections législatives, dans la dixième circonscription des Bouches-du-Rhône. il est battu au second tour par Bernard Tapie à l'issue d'une triangulaire.
En 1996, il suscite l'intérêt des médias et des analystes politiques en se qualifiant au second tour pour l'élection législative partielle, à nouveau dans la dixième circonscription des Bouches-du-Rhône, face au maire PCF de Gardanne Roger Meï, lequel est finalement élu. Cette élection, qui avait vu l'élimination au premier tour du candidat de centre gauche Bernard Kouchner (représentant le PS et le PRG), était le premier scrutin où FN et PCF se trouvaient face-à-face au second tour, au détriment des partis plus modérés.
Proche de Bruno Mégret, il est, dans les années 1990, directeur de son cabinet au FN et le rédacteur de la trame de ses discours et ses livres. Lors de la scission du mouvement en 1998, Bariller suit Bruno Mégret au MNR. Il est ensuite directeur de communication de la mairie de Vitrolles et président du groupe « Droites indépendantes et apparentés » (DIA) au conseil régional de Provence-Alpes-Côte d'Azur.
En 2002, il échoue à nouveau au second tour de l'élection législative face à Roger Meï, dans la dixième circonscription des Bouches-du-Rhône.
Il rejoint en 2006 le Mouvement pour la France (MPF) de Philippe de Villiers.
En 2008, candidat sur une liste divers droite — soutenue par le MPF — aux municipales d'Aix-en-Provence, il appelle au second tour à voter pour la maire sortante, Maryse Joissains.
Il devient par la suite directeur de communication de la société d'économie mixte d'équipement du pays d'Aix (SEMEPA),.

## Ouvrages
- Sous la dir. de Bruno Mégret, avec Jean-François Jalkh, Militer au Front : cycle du militant, Paris, Éditions nationales, 1991, 158 p. (BNF 3614975)
- Avec Roger Holeindre, SOS hystérie, Paris, Éditions nationales, 1992, 190 p. (ISBN 2-909178-10-2, BNF 35776123)
- Avec Franck Timmermans (préf. Carl Lang et Bruno Mégret, postface Jean-Marie Le Pen), 20 ans au Front : l'histoire vraie du Front national : 1972-1992, Paris, Éditions nationales, 1993, 170 p. (ISBN 2-909178-14-5, BNF 35683433)
- Avec Gérard Bramoullé, Eaux vives et fontaines en Pays d'Aix, Lambesc, Prolégomènes, 2009, 120 p. (ISBN 978-2-917584-19-4, BNF 42112156)